# Salerner
Der Salerner, im italienischen Original Salernitano, ist eine Warmblutrassen aus Italien. Er hat insgesamt eine ansprechende Erscheinung und ist ein guter Typ von Kavalleriepferd mit guter Springveranlagung.
Hintergrundinformationen zur Pferdebewertung und -zucht finden sich unter: Exterieur, Interieur und Pferdezucht.

## Exterieur
Der Salerner hat ein Stockmaß um 163 cm und man findet bei dieser Rasse alle klaren Farben. Allgemein hat er gute Körperproportionen mit einer gut gelagerten schrägen Schulter und einer kräftigen Hinterhand. Auch die Gliedmaßen sind korrekt mit guten Hufen.

## Zuchtgeschichte
Der Ursprung dieser Rasse liegt im 18. Jahrhundert im italienischen Staatsgestüt Persano, dessen Pferde auf die Neapolitaner zurückgingen. Diese wurden mit einheimischen Pferden des Salerno- und Ofantotales gekreuzt und außerdem wurde arabisches und spanisches Blut zugeführt. Das Ergebnis war ein gutes Reitpferd.
Allerdings wurde das Gestüt mit der Entstehung der italienischen Republik aufgelöst.
Um 1900 wurde dann die Zucht wieder aufgenommen und seit damals heißt diese Rasse Salerner. Heute wird er noch hauptsächlich im Gestüt Morese gezüchtet.

## Quelle
- Elwyn Hartley Edwards: "Pferderassen" Über 100 Pferde- und Ponyrassen weltweit, Abstammung, Merkmale, Zucht. BLV Verlagsgesellschaft mbH, München 2005, ISBN 3-405-15983-0